# سلونسکا بیستریتسا
سلونسکا بیستریتسا (به آلمانی: Windisch-Feistritz)  در اسلوونی با جمعیت ۷٬۵۷۳ نفر است که در سلونسکا بیستریتسا واقع شده‌است.